# Korvhäden
Korvhäden är ett naturreservat i Älvdalens kommun i Dalarnas län.
Området är naturskyddat sedan 2011 och är 98 hektar stort. Reservatet består av tallskog och i öster finns det myrar, små bäckstråk och partier med sumpskog.